# 第83番学校
第83番学校（だい83ばんがっこう、露: Школа №83, 英: School No.83）は、ロシア・サンクトペテルブルクにある学校である。

## 概要
ヴィボルグスキー地区のシレネヴィ大通り18番に所在する。校舎は、住宅地域の一画に位置する。国家予算教育機関 (ГБОУ) であり、11年制の学校である。通称は「バラの学校」である。
校歌は、浜口庫之助が作詞・作曲し、マイク眞木が歌った『バラが咲いた』である。校章には、バラの花と空に浮かぶ折り鶴が描かれている。東京都の青山学院高等部と交流を行っている。文芸・情報雑誌『折鶴』(«Журавлик») を発行している。

## 沿革
1982年8月31日に創校された。創校当時は8年制であった。1990年、中等学校に再編される。東京都のロシア連邦大使館付属ロシア人学校で教師を務めていた当時の校長とその妻が、帰露後、日本語の課程を組み入れようと副校長に働きかけ、1993年9月、日本語教育の特別課程が導入される。
2018年、立命館慶祥中学校・高等学校との間に教育に関する協定を締結する。2021年1月19日、平安女学院との協力協定締結の調印式がオンラインで開催される。同月29日、大阪市立大和川中学校との協力協定締結の調印式がオンラインで開催される。